# Вапник, Владимир Наумович
Владимир Наумович Вапник (род. 6 декабря 1936, Ташкент) — советский и американский математик, внёс важный вклад в теорию машинного обучения, разработав вместе с Алексеем Червоненкисом статистическую теорию восстановления зависимостей по эмпирическим данным (теорию Вапника — Червоненкиса), которая обосновывает принцип минимизации эмпирического риска.

## Биография
Родился 6 декабря 1936 года в Ташкенте, в семье Наума Ноеховича Вапника (1898—1963) и Гени Вольфовны Вапник (урождённой Разнощиковой, 1909—1967), уроженки Рашкова. В 1943—1953 годы учился в школе № 18 в Ташкенте. В 1958 году окончил Узбекский государственный университет в Самарканде.
В 1964 году защитил диссертацию на соискание степени кандидата технических наук в Институте проблем управления (Москва) под руководством А. Я. Лернера. В 1984 году защитил докторскую диссертацию.
С 1990 года живёт в США. Работал в Bell Labs (1990—2002), в NEC (с 2002 года). Является одним из соавторов алгоритма опорных векторов. Также с 1995 года является приглашённым профессором в Королевском колледже Холловей (Лондонский университет) и с 2003 — в Колумбийском университете в Нью-Йорке.

## Награды
- Премия Габора[5];
- Премия Канеллакиса (2008);
- Премия IEEE «Пионеру нейронных сетей»[6];
- Премия Фрэнка Розенблатта (IEEE, 2012);
- Медаль Бенджамина Франклина (2012);
- C&C Prize (NEC, 2013).
- Премия Кампе де Ферье (2014).
- Медаль Джона фон Неймана (2017).

## Монографии
- Вапник В. Н., Червоненкис А. Я. Теория распознавания образов. М.: Наука, 1974
- Вапник В. Н. Восстановление зависимостей по эмпирическим данным. М.: Наука, 1979 (на английском языке в пер. С. М. Коца — Estimation of Dependences Based on Empirical Data. Springer, 1982)
- Vapnik V. N. The Nature of Statistical Learning Theory. Springer, 1995
- Vapnik V. N. Statistical Learning Theory. NY: John Wiley, 1998
- Vapnik V. N. Estimation of Dependences Based on Empirical Data. 2nd edition. Springer, 2006 (с приложением эссе «Falsifiability and Parsimony: VC Dimension and the Number of Entities (1980—2000)», «Noninductive Methods of Inference: Direct Inference Instead of Generalization (2000—…)» и «The Big Picture», 2006)

## Сборники
- Bernhard Schölkopf, Zhiyuan Luo, Vladimir Vovk (editors). Empirical Inference: Festschrift in Honor of Vladimir N. Vapnik. Spriger, 2013. — 306 p.